# Hypodryas umbrata
Hypodryas umbrata är en fjärilsart som beskrevs av Galvagni 1918. Hypodryas umbrata ingår i släktet Hypodryas och familjen praktfjärilar. Inga underarter finns listade i Catalogue of Life.